# Добровольський Георгій Тимофійович
Георгій Тимофійович Добровольський (рос. Георгий Тимофеевич Добровольский; нар. 1 червня 1928, Одеса, Українська РСР, СРСР — пом. 30 червня 1971, стратосфера над Казахською РСР, СРСР) — радянський льотчик-космонавт, командир космічного корабля «Союз-11», Герой Радянського Союзу (посмертно), підполковник ВПС СРСР. З екіпажем провів першу довготривалу експедицію на орбітальній космічній станції «Салют-1», загинув під час повернення на Землю.

## Біографія
Народився 1 червня 1928 в місті Одеса, Українська РСР, СРСР (нині Україна) у квартирі його батьків (пров. Герцена, буд. 5), яку ті знімали у хазяїнів будинку: грецької сім'ї Діаманді. За національністю — росіянин. Коли йому було 2 роки, з сім'ї пішов батько, Тимофій Трохимович. Георгій залишився на вихованні своєї матері, Марії Олексіївни Каменчук. У 1941 році закінчив 6 класів у середній школі № 99.
Після початку німецько-радянської війни допомагав обороняти місто. З жовтня 1941 опинився на окупованій території, після чого вирішив боротися з загарбниками в рядах партизанів. Роздобув револьвер, але на початку 1944 року був схоплений поліцією. 22 лютого, за зберігання зброї у бойовому стані, засуджений до 25 років каторжних робіт. 19 березня викуплений місцевими жителями в охоронця в'язниці. Після вигнання з Одеси німецько-румунських військ, склав екзамени за 7 і 8 клас та перевівся до 9-го у школу № 58. Після чого перевівся до Одеської спеціальної школи ВПС, яку закінчив у 1946 році.

### Військова служба
З 1946 року — у Радянській армії. У 1950 році закінчив Чугуївське військове авіаційне училище льотчиків по 2-му розряду за спеціальністю «льотчик-винищувач». З 9 листопада 1950 служив льотчиком (з 1952 — старшим льотчиком) 965-го винищувального полку 123-ї винищувальної авіаційної дивізії ППО 32-ї ВІА Донбаського району ППО Військово-повітряних сил СРСР. У 1952 році закінчив Університет марксизму-ленінізму. З 1954 року — у КПРС. З 19 січня 1955 року служив заступником командира ескадрильї по політичній частині, з 18 листопада 1955 року служив командиром ланки, з 25 листопада 1960 року — штурманом, заступником командира ескадрильї. 7 липня 1961 закінчив заочний факультет Військово-повітряної академії за спеціальністю «Командно-штабна ВПС». З 29 липня 1961 року служив заступником командира ескадрильї по політичній частині, з 12 жовтня 1961 — начальником політвідділу, заступником командира по політичній частині 43-го окремого АПВБ 30-ї ВА Прибалтійського ВО. 6 березня 1962 був визнаний одним з кращих командирів авіаланки. До моменту зарахування у загін космонавтів, загальний наліт становив понад 330 годин, освоїв літаки УТ-2, Як-11, Ла-9, P-39, МіГ-15біс.

#### Військове звання
- Лейтенант (7 вересня 1950)
- Старший лейтенант (20 грудня 1952)
- Капітан (16 липня 1955)
- Майор (19 жовтня 1961)
- Підполковник (30 січня 1965)

### Космічна підготовка
У 1962 році пройшов медичне обстеження в Центральному військовому науково-дослідному авіаційному шпиталі (ЦВНІАШ) і в травні 1962 року отримав допуск Центральної лікарняно-льотної комісії (ЦЛЛК). 8 січня 1963 року на засіданні мандатної комісії був рекомендований до зарахування в загін космонавтів.
Наказом Головкому ВПС № 14 від 10 січня 1963 був зарахований до Центру підготовки космонавтів (ЦПК) як слухач-космонавт. З січня 1963 по січень 1965 року проходив загальнокосмічну підготовку (ЗКП). 24 грудня 1964 отримав звання «Інструктор парашутно-десантної підготовки», виконавши на той момент 111 стрибків. 13 січня 1965 року після здачі іспитів по ЗКП отримав кваліфікацію «космонавт ВПС». 23 січня 1965 року був призначений на посаду космонавта 2-го загону (військові космічні програми).
У лютому 1965 року вивчив матчастину літака МіГ-21 в 4-му Центрі бойового застосування в Липецьку. Літав на МіГ-21У, УТІ МіГ-15, Ту-104, Іл-14 з інструктором. З вересня 1966 по 1967 рік проходив підготовку за програмою обльоту Місяця (на КК 7К-Л1) у складі групи космонавтів. У 1967–1968 роках проходив підготовку за програмою «Алмаз» в складі групи. З серпня по грудень 1968 року проходив підготовку як командир активного КК «Союз» у складі третього (резервного) екіпажу за програмою «Стиковка».
30 квітня 1969 був призначений космонавтом 1-го відділу 1-го управління 1-го НДІ ЦПК. У 1969–1970 роках проходив підготовку за програмою «Контакт» як командир екіпажу КК «Союз», спочатку в групі, а потім разом з Петром Колодіним (з січня по березень 1970 року), з Олегом Макаровим (з березня по травень 1970 року) і з Віталієм Севастьяновим (в листопаді–грудні 1970 року). З 10 лютого 1970 був інструктором-космонавтом 2-го відділу, заступником командира загону по політичній частині ЦПК. З 18 вересня 1970 по лютий 1971 року проходив підготовку за програмою польоту на ДОС-1 «Салют» як командир четвертого (резервного) екіпажу, разом з Віталієм Севастьяновим і Анатолієм Вороновим. 7 січня 1971 був знову призначений космонавтом 1-го відділу 1-го управління ЦПК.
З лютого по квітень 1971 року проходив підготовку за програмою польоту на ДОС-1 «Салют» як командир третього екіпажу, разом з Владиславом Волковим і Віктором Пацаєвим. З 27 квітня по 27 травня 1971 року проходив підготовку за програмою польоту на ДОС-1 «Салют» як командир другого (дублюючого) екіпажу корабля «Союз-11», разом з Владиславом Волковим і Віктором Пацаєвим. На засіданні Державної комісії, що відбулася 4 червня 1971 року, основний екіпаж корабля «Союз-11» (Олексій Леонов, Валерій Кубасов, Петро Колодін) був відсторонений від польоту через виявлене лікарями затемнення в легкому Валерія Кубасова. Основним екіпажем корабля «Союз-11» був призначений екіпаж Георгія Добровольського.

### Політ
6-29 червня 1971 року здійснив космічний політ інженером-дослідником космічного корабля Союз-11 і орбітальної космічної станції Салют-1 разом з командиром Владиславом Волковим і бортінженером Віктором Пацаєвим. На борту станції екіпаж здійснив комплекс наукових досліджень. Космічний політ тривав 23 доби 18 годин 21 хвилину 43 секунди, що було рекордом тривалості польоту до 20 червня 1973, коли закінчився перший американський політ на орбітальну станцію Скайлеб. Загинув разом з іншими членами екіпажу космічного корабля Союз-11 під час повернення на Землю через вибухову декомпресію спускного апарата, оскільки екіпаж був без скафандрів. Похований у некрополі біля Кремлівської стіни в Москві.

## Нагороди
- Медаль «30 років Радянській Армії та Флоту» (1948)
- Медаль «За бойові заслуги» (1956)
- Медаль «40 років Збройних Сил СРСР» (1958)
- Медаль «За бездоганну службу» II ступеня (1961)
- Медаль «20 років перемоги у Великій Вітчизняній війні 1941—1945 рр.» (1965)
- Медаль «За бездоганну службу» I ступеня (1966)
- Медаль «50 років Збройних Сил СРСР» (1968)
- Медаль «За військову доблесть» (1970)
- Звання «Військовий льотчик 1-го класу»
- Звання «Почесний громадянин Одеси» (22 червня 1971)
- Почесне звання «Льотчик-космонавт СРСР» (посмертно) (1971)
- Звання «Герой Радянського Союзу» (посмертно) (№ 10729 від 30 червня 1971)
- Орден Леніна (посмертно) (№ 10729 від 30 червня 1971)
- Звання «Почесний громадянин Байконура» (1977)

## Пам'ять

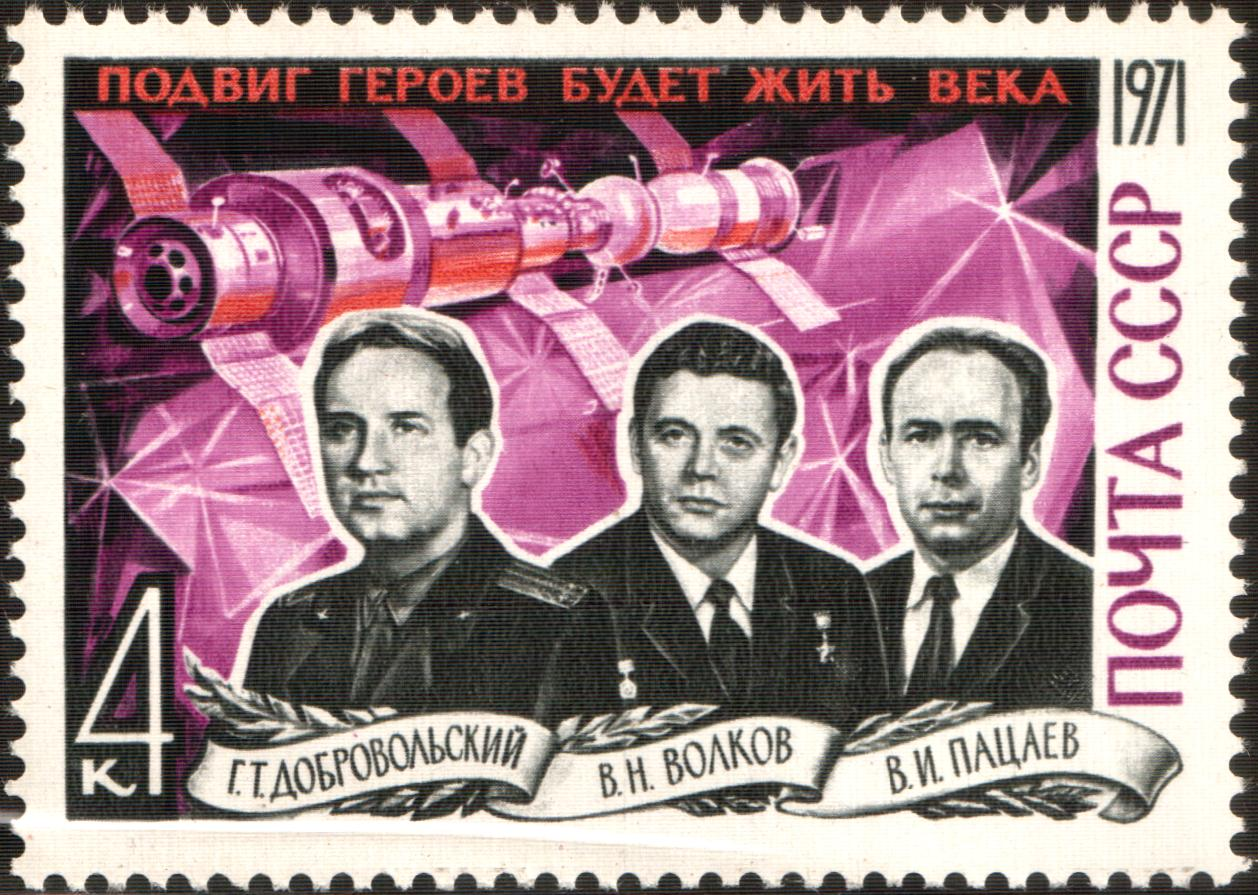
Марка СРСР «Подвиг героїв житиме століття» (1971, 4 копійки)

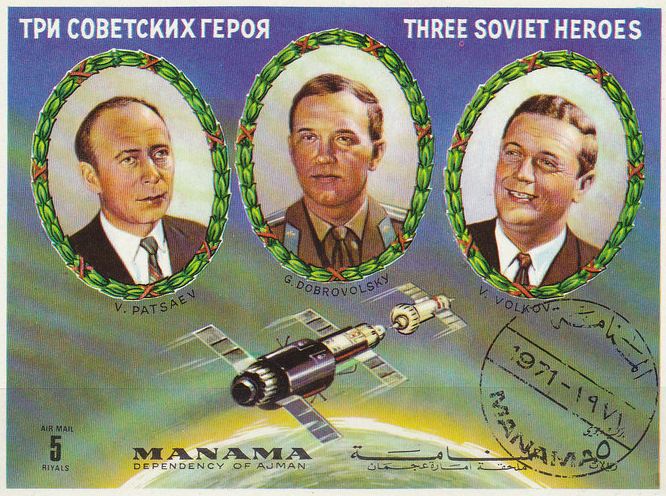
Марка Аджману «Три радянських героя» (1972)

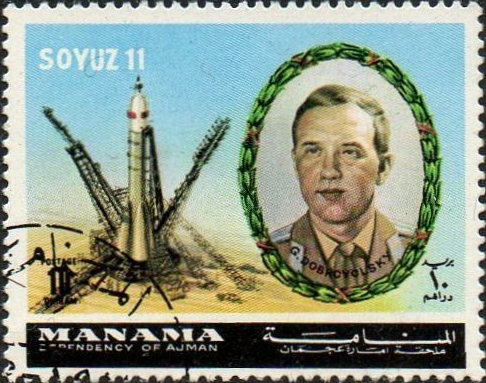
Марка Аджману «Г. Добровольський» (1972)

- Проспект Добровольського у місті Одеса
- Площа Добровольського у місті Ростов-на-Дону
- Вулиці Добровольського у містах та селищах колишнього СРСР:
  -  Україна: Амвросіївка, Вознесенськ, Горішні Плавні, Довжанськ, Донецьк, Ємільчине, Завалля, Заозерне, Звягель, Краматорськ, Красилів, Кодима, Коростень, Кропивницький, Ліски, Любар, Овідіополь, Подільськ, Слов'янськ, Шепетівка
  -  Білорусь: Вілейка, Жлобин, Могильов, Свєтлогорськ, Хойники
  -  Казахстан: Тараз
  -  Росія: Бєлогорськ, Владивосток, Волоколамськ, Всеволожськ, Еліста, Іпатово, Калуга, Кримськ, Нальчик, Новоолександрівськ, Орськ, Прохладний, Ростов-на-Дону

### Пам'ятники
- Ім'я космонавта увічнено у скульптурі «Полеглий астронавт» на Місяці (1971)
- Пам'ятний знак на місці приземлення космічного корабля «Союз-11» (1973, знищений невідомими у середині 2000-х)[3]
- Пам'ятник у місті Одеса (1977)
- Меморіальна дошка у місті Могильов на вулиці його імені[4]
- Ім'я космонавта увічнено на камені Алеї Героїв у місті Чугуїв (2009)
- Пам'ятник «Трьом Героям» на місці приземлення космічного корабля «Союз-11» (7 липня 2016)[3]

Пам'ятник Г.Т. Добровольському в Одесі

### Космічні об'єкти
- Місячний кратер Добровольський (1973)
- Астероїд (1789) Добровольський (1977)

### Фільми
- Круті дороги космосу — СРСР, Центрнаучфильм, 1972.
- Добровольський, Волков, Пацаєв. Повернутися та померти — Росія, Первый канал, Тайны века, 2006.
- Загибель «Союза» — Росія, Петербург — Пятый канал, 2008.

### Інше
- Навічно зарахований до списків військової частини № 23300 (6 вересня 1971)
- Одеська середня школа № 10 ім. Г. Т. Добровольського і Г. С. Шоніна[2]
- Науково-дослідницьке судно «Космонавт Георгій Добровольський» (1977)
- Був зображений на поштових марках Бахрейну, Бутану, В'єтнаму, Гвінеї, Екваторіальної Гвінеї, Камеруну, Куби, ОАЕ, Польщі, Румунії, СРСР, Угорщини та ЦАР[5]
- У відеоіграх Mass Effect 2 (2010) та Mass Effect 3 (2012) у сонячній системі Пам'ять є планета Добровольський (а також планети Волков, Пацаєв та Комаров). Усі планети в цій системі названі на честь радянських космонавтів, що трагічно загинули під час космічних місій[6].